# Кубок африканських чемпіонів 1985
Кубок африканських чемпіонів 1985 — 21-й розіграш турніру, що проходив під егідою КАФ. Матчі проходили з квітня по 22 грудня 1985 року. Турнір проходив за олімпійською системою, команди грали по два матчі. Усього брали участь 37 команд. Чемпіонський титул уперше здобув марокканський клуб «ФАР» з Рабат.

## Попередній раунд
| Команда 1          | Заг.  | Команда 2                | 1-й матч | 2-й матч |
| ------------------ | ----- | ------------------------ | -------- | -------- |
| Гарде Насьональ    | 3:2   | Спортінг (Бісау)         | 1:0      | 2:2      |
| Граунд Форс        | 1:4   | Вітал'О                  | 1:2      | 0:2      |
| Петру Атлетіку     | 5:2   | Тампет Мокаф             | 4:1      | 1:1      |
| Портс Ауторіті     | т. п. | АСФА (Уагадугу)          | —        | —        |
| Мбабане Гайлендерс | 4:3   | Лесото Релемілетері Форс | 4:1      | 0:2      |

Примітки
1. ↑  «АСФА» знявся з турніру.

## Перший раунд
| Команда 1              | Заг.  | Команда 2             | 1-й матч | 2-й матч |
| ---------------------- | ----- | --------------------- | -------- | -------- |
| Біліма                 | 4:0   | Тоуншип Роллерз       | 3:0      | 1:0      |
| Ліон де л'Атакорі      | 0:4   | Гартс оф Оук          | 0:1      | 0:3      |
| Стелла д'Аджаме        | 1:4   | Горе                  | 1:1      | 0:3      |
| Скарлетс (Накуру)      | 2:2   | Вітал'О               | 2:1      | 0:1      |
| Наківубо Вілла         | 4:4   | Аль-Гілаль (Омдурман) | 4:2      | 0:2      |
| Тоннер (Яунде)         | 2:2   | Согара                | 2:1      | 0:1      |
| Калум Стар             | 3:2   | Реал Ріпаблікенс      | 1:0      | 2:2      |
| Блек Рінос             | 4:1   | Мбабане Гайлендерс    | 1:0      | 3:1      |
| Бізертен               | 2:1   | Гарде Насьональ       | 1:0      | 1:1      |
| Енугу Рейнджерс        | 4:1   | Петру Атлетіку        | 2:0      | 2:1      |
| Ґалі                   | 4:3   | Аль-Іттіхад (Триполі) | 4:0      | 0:3      |
| Павер Дайнамос (Кітве) | 6:1   | КМКМ                  | 4:0      | 2:1      |
| ФАР                    | 10:0  | Портс Ауторіті        | 8:0      | 2:0      |
| Замалек                | т. п. | Марін (Галмудуг)      | —        | —        |
| Агаза                  | 1:3   | КАРА                  | 0:1      | 1:2      |
| Інвінсібл Елевен       | 4:1   | Стад Мальєн           | 3:0      | 1:1      |

Примітки
1. ↑  «Портс Ауторіті» знявся з турніру після першого матчу.
2. ↑  «Марін» знявся з турніру.
3. ↑  «Інвінсібл Елевен» був дискваліфікований за вихід незаявленого гравця.

## Другий раунд
| Команда 1              | Заг. | Команда 2             | 1-й матч | 2-й матч |
| ---------------------- | ---- | --------------------- | -------- | -------- |
| Біліма                 | 2:1  | КАРА                  | 1:1      | 1:0      |
| Горе                   | 3:1  | Гартс оф Оук          | 3:0      | 0:1      |
| Вітал'О                | 4:2  | Согара                | 3:1      | 1:1      |
| Калум Стар             | 3:3  | Енугу Рейнджерс       | 2:0      | 1:3      |
| Бізертен               | 2:4  | ФАР                   | 1:4      | 1:0      |
| Павер Дайнамос (Кітве) | 1:3  | Блек Рінос            | 0:2      | 1:1      |
| Замалек                | 5:1  | Аль-Гілаль (Омдурман) | 4:0      | 1:1      |
| Стад Мальєн            | 2:3  | Ґалі                  | 2:0      | 0:3      |

## Фінальний етап

### Чвертьфінал
| Команда 1  | Заг.           | Команда 2  | 1-й матч | 2-й матч |
| ---------- | -------------- | ---------- | -------- | -------- |
| Ґалі       | 0:3            | Біліма     | 0:0      | 0:3      |
| Вітал'О    | 3:5            | Замалек    | 1:0      | 2:5      |
| ФАР        | 3:3 (пен. 3:1) | Калум Стар | 3:0      | 0:3      |
| Блек Рінос | 2:3            | Горе       | 2:0      | 0:3      |

### Півфінал
| Команда 1 | Заг.           | Команда 2 | 1-й матч | 2-й матч |
| --------- | -------------- | --------- | -------- | -------- |
| Замалек   | 1:1 (пен. 3:4) | ФАР       | 1:0      | 0:1      |
| Біліма    | 2:1            | Горе      | 2:0      | 0:1      |

## Фінал
| 30 листопада 1985 |

| ФАР | 5:2      | Біліма |
| --- | -------- | ------ |
|     | Протокол |        |

| Стадіон принца Мулая Абделлаха, Рабат Глядачів: 52 000 |

| 22 грудня 1985 |

| Біліма | 1:1      | ФАР |
| ------ | -------- | --- |
|        | Протокол |     |

| «24 вересня», Кіншаса Глядачів: 35 000 |

| Чемпіон Кубка африканських чемпіонів 1985 [[Файл:Flag of Morocco.svg\|border\|border\|100px\|Марокко]] ФАР (1-й титул) |